# Streptocaulus chonae
Streptocaulus chonae is een hydroïdpoliep uit de familie Aglaopheniidae. De poliep komt uit het geslacht Streptocaulus. Streptocaulus chonae werd in 2001 voor het eerst wetenschappelijk beschreven door Ansin Agis, Ramil & Vervoort. 